# Jan Šentygar
Jan Šentygar z Chotěřiny (též Schentigarius) (1514 Hvožďany – 20. října 1554 Hradec Králové) byl český univerzitní profesor, básník a lékař.
Narodil se v Hvožďanech na úpatí jihozápadních Brd. Studoval ve Wittenbergu a v Praze. Na Karlově univerzitě se stal profesorem a zastával i úřad děkana artistické fakulty. V roce 1542 byl povýšen do šlechtického stavu.
Od roku 1547 působil jako lékař v Hradci Králové. Přídomek „z Choteřiny“ psal za své jméno vzhledem ke své příslušnosti k básnickému kroužku okolo Jana staršího Hodějovského z Hodějova, pocházejícího z tvrzi Chotěřiny (nyní se ves nazývá Kotýřina). Napsal asi 210 lyrických latinsky psaných básní.